# Быково (Верхневолжское сельское поселение)
Быково — деревня в Калининском районе Тверской области, входит в состав Верхневолжского сельского поселения. 

## География
Деревня расположена на берегу реки Вязьма в 26 км на юго-запад от центра поселения деревни Квакшино и в 42 км на юг от Твери.

## История
В конце XIX — начале XX века деревня являлась центром Быковской волости Тверского уезда Тверской губернии. 
С 1929 года деревня являлась центром Быковского сельсовета Емельяновского района Тверского округа Московской области, с 1935 года — в составе Калининской области, с 1956 года — в составе Полубратовского сельсовета Калининского района, с 2005 года — в составе Верхневолжского сельского поселения.

## Население
| 1859 | 1886 | 2002 | 2010 |
| ---- | ---- | ---- | ---- |
| 173  | ↗239 | ↘14  | ↘6   |